# الكونغرس القاري الأول
المؤتمر القاري الأول، هو اجتماع عقد بين مندوبي اثنتي عشرة من المستعمرات الثلاث عشرة في الفترة من 5 سبتمبر إلى 26 أكتوبر 1774، في قاعة النجارين بمدينة فيلادلفيا، في بداية الثورة الأمريكية. جاء هذا الاجتماع استجابة لحصار البحرية البريطانية لميناء بوسطن وصدور القوانين العقابية من البرلمان البريطاني كرد فعل على حادثة شاي بوسطن.
خلال الأسابيع الأولى، ناقش المندوبون بحماس كيفية مواجهة الإجراءات البريطانية الجماعية، وسعوا إلى توحيد المواقف بين المستعمرات. كانت أولى خطواتهم تبني "قرارات سوفولك"، التي تضمنت بيانًا بالمظالم، ودعوة لمقاطعة البضائع البريطانية، وتحفيز كل مستعمرة على إنشاء وتدريب ميليشياتها الخاصة. ثم اقترحوا خطة أقل تطرفًا لإنشاء اتحاد بين بريطانيا والمستعمرات، إلا أنهم أرجأوا هذه الفكرة وألغوها لاحقًا.
وافق المؤتمر على إعلان وقرارات تضمنت إنشاء "الجمعية القارية"، وهي مقترح لفرض حظر تجاري على السلع البريطانية. كما أعد المندوبون عريضة موجهة إلى الملك يطالبون فيها بإلغاء القوانين العقابية وتصحيح المظالم، لكن طلبهم قوبل بالرفض، مما دفعهم لعقد المؤتمر القاري الثاني في فيلادلفيا في مايو التالي، بعد معارك ليكسينغتون وكونكورد، لتنظيم دفاع المستعمرات في الحرب الثورية الأمريكية.